# At the Mercy of Inspiration
 (septembre 2023).
At the Mercy of Inspiration est un groupe canadien de heavy metal, originaire de Toronto, en Ontario, actif entre 2000 et 2004.

## Histoire
At the Mercy of Inspiration est formé en 2000 par Tom Piraino (basse), Jett Janczak (batterie), les chanteurs Andre Zadorozny et les guitaristes Greg Gallagher et Scott Middleton. Piraino avait auparavant joué dans Left Behind, SeventyEightDays, Dropping Bombs et Funerary,. Le 27 décembre 2000, ils enregistrent une cassette démo de deux chansons, Twolovesongsfortheroad. Le 11 mai 2001, ils enregistrent une deuxième démo de deux chansons, The Fatality of Beauty.
Gallagher et Piraino quittent alors le groupe ; Piraino rejoint le groupe Cursed. Le bassiste Terry Clemente rejoint le groupe mais le quitte rapidement et est remplacé par l'ancien bassiste de Jude the Obscure, Chuck Leach. Gallagher est remplacé par le guitariste Jesse O'Hara. Leach part ensuite et est remplacé par le bassiste Mario Bozza. En 2002, le groupe sort un EP de sept chansons, A Perfect Way to Kill an Evening.
Le groupe joue en concert en Ontario et au Québec avec The End et A Day and a Deathwish,,, et tourne dans l'est du Canada avec Alexisonfire, Hollow et Jersey,. En 2004, ils sortent l'EP de quatre chansons Gone Are the Days,.
En 2004, le groupe se sépare. Scott Middleton forme alors le groupe Cancer Bats. Leach rejoindra plus tard The Artist Life, tandis que O'Hara jouera dans le groupe Sun Satellite.

## Discographie
- 2000 : Twolovesongsfortheroad (démo)
- 2001 : The Fatality of Beauty (démo)
- 2002 : A Perfect Way to Kill an Evening (EP)
- 2004 : Gone Are the Days (EP)